# Orcesis unicolor
Orcesis unicolor är en skalbaggsart som beskrevs av Stefan von Breuning 1954. Orcesis unicolor ingår i släktet Orcesis och familjen långhorningar. Inga underarter finns listade i Catalogue of Life.